# Hedju Hor
Hedju Hor là một vị vua cai trị ở miền bắc Ai Cập trong thời kỳ Tiền triều đại. Sự tồn tại của ông vẫn là điều gây tranh cãi.
Một số người cho rằng vị vua này đã cai trị vào khoảng năm 3250 TCN, mặc dù vậy các thông tin chi tiết về triều đại của ông hiện vẫn chưa rõ do triều đại của ông thuộc thời kỳ tiền triều đại. Chúng ta gần như không biết gì về triều đại của ông bởi vì ông chỉ được biết đến thông qua những bản khắc được tìm thấy ở vùng đồng bằng châu thổ và các mảnh gốm vỡ đến từ Tura. Người ta đã đặt ra nhiều giả thuyết khác nhau về ông chẳng hạn như ông là vị pharaoh đầu tiên của Hạ Ai Cập hoặc là vị vua cuối cùng hoặc là một thành viên của vương triều khởi nguyên.Yes. There you go.

## Đánh giá về mặt học thuật
Hedju-Hor chỉ được biết đến thông qua hai chiếc bình bằng đất sét có nguồn gốc từ Tura nằm ở miền đông khu vực châu thổ sông Nile và một cái khác đến từ Abu Zeidan nằm ở góc đông bắc của khu vực châu thổ sông Nile, chúng có serekh của ông.
Hai nhà Ai Cập học là Toby Wilkinson và Jochem Kahl đều lập luận rằng Hedju Hor không phải là một vị Pharaoh thuộc giai đoạn tiền triều đại mà thay vào đó lại xem ông như là một vị vua của một tiểu quốc thuộc giai đoạn tiền triều đại.
Trong khi đó Wolfgang Helck lại tin rằng ông là một Pharaoh thuộc Vương triều khởi nguyên và đồng nhất ông với Wash, vị vua chỉ được biết đến thông qua tấm bảng màu Narmer.
Ngược lại Edwin van den Brink lại đồng nhất ông với một trong những vị vua chiến bại trên tấm Bảng màu Narmer, điều này có nghĩa rằng ông sẽ là vị vua cuối cùng của khu vực châu thổ thống nhất. Tuy nhiên, sự khan hiếm và giới hạn về mặt địa lý của những hiện vật chứng thực của ông khiến điều này trở nên khó có thể sảy ra.
Hedju-Hor không có một ngôi mộ nào và tên của ông cũng không xuất hiện trên tấm bia đá Palermo, bản danh sách vua cổ xưa nhất được biết đến, điều này khiến cho giả thuyết của Helck và van den Brink khó có thể sảy ra.